# Martí
Martí is een gemeente in de Cubaanse provincie Matanzas. De gemeente heeft een oppervlakte van 1000 km² en telt 22.500 inwoners (2015). De plaats is vernoemd naar de volksheld José Martí.

## Geboren
- Osleidys Menéndez (1979), speerwerpster